# Fikensolt (Adelsgeschlecht)

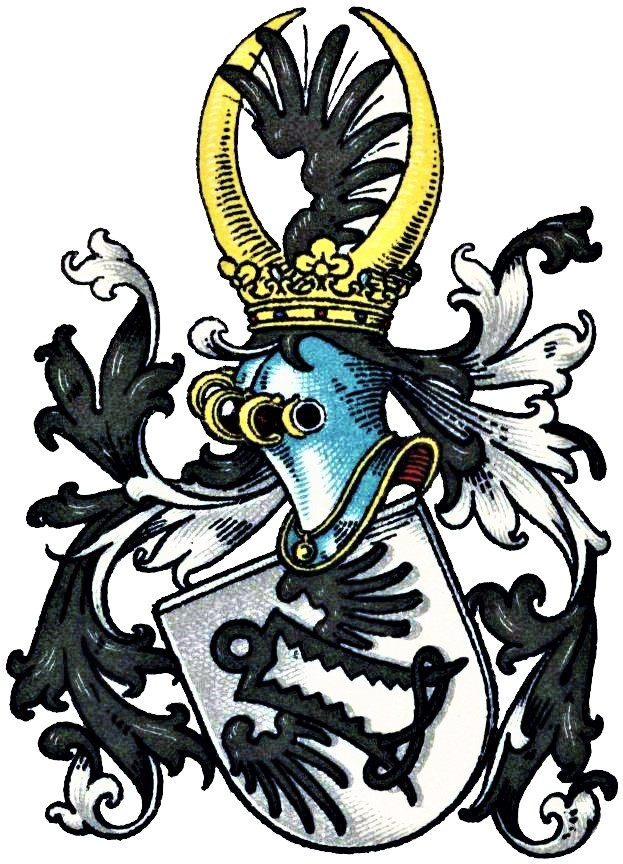
Wappen derer von Fikensolt (Fickensolt) im Wappenbuch des Westfälischen Adels

Fikensolt (auch: Fikensholt, Fickensolt, Fickenhold, Vickenhold o. ä.) ist der Name eines niedersächsischen Adelsgeschlechts.

## Geschichte
Das Geschlecht war im Oldenburgischen und im Osnabrückschen begütert. Der Stammsitz Burg Fikensolt lag im Ort Fikensolt, einem Ortsteil von Westerstede. Erstmals wird das Geschlecht 1123 erwähnt, als es Grund und Boden für die Gründung der Westersteder St.-Petri-Kirche stiftete. 1127 waren die von Fikensolt Mitstreiter der Oldenburger Grafen in den Stedingerkriegen. Der Letzte derer von Fikensolt im Mannesstamm starb im Jahr 1613. Der Stammsitz fiel an seinen Neffen, Hedde von Waddewarden, Vater des Johann von Waddewarden, der als „Junker von Fikensolt“ in die Sage „Die Braut von Fikensolt“ eingegangen ist.

## Wappen
Blasonierung: In Silber eine schrägrechts liegende geflügelte schwarze Pferdepramme. Auf dem gekrönten Helm zwischen zwei goldenen Stierhörnern ein schwarzer Flügel. Die Helmdecken sind blau-silbern.
Die Herren von Kobrinck und die Herren von Lutten führten ein sehr ähnliches Wappen.